# 北荷兰省
北荷兰省（荷蘭語：Noord-Holland）是位于荷兰西北部的一个省，省会为哈勒姆，境內主要城市包括有荷蘭首都阿姆斯特丹與阿尔克马尔等。

北荷兰省旧省徽

## 地理
北荷兰省处于北海和艾瑟爾湖之间的一个半岛上，境内超过一半的地区低于海平面，属于围海造田所形成的陸地。
北荷蘭省主要有幾個較大市镇，大型的每個約為100,000的居民甚至有過而不及者，主要依據人口規模的排序大致如下：阿姆斯特丹（同時也是荷蘭全國人口規模最大者）、哈倫、贊斯塔德、哈勒默梅爾以及阿爾克馬爾，其他七個市镇人口都約為50,000到100,000個居民的中型市镇，依人口規模排序如下：希爾弗瑟姆、阿姆斯特爾芬、皮爾默倫德、霍伦、費爾森、阿爾克馬爾以及海爾許霍瓦德，泰瑟尔（荷蘭語Texel）也是北荷兰省的一部分，荷蘭的特別行政區：「BES島嶼」（分別是博奈尔、薩巴島以及聖尤斯特歇斯）原屬荷屬安地列斯，儘管解體之後仍名義上隸屬於該省，並且以荷蘭歐洲本土平等的地位共組荷蘭王國。
在国际区域代码系统中，北荷兰省代码为ISO 3166-2:NL-NH。

## 历史

### 1795年以前
北荷蘭省大部分的歷史，都是「荷蘭」（指北荷蘭省和南荷蘭省所組成的荷蘭地區，非現今所稱的荷蘭）不可或缺的一部分。
9世紀至16世紀，「荷蘭」是由荷蘭伯爵所統治。這段時期，西菲士蘭地區（今日北荷蘭省的一部分）併入「荷蘭」。之後數百年，「荷蘭」的正式名稱為「荷蘭與西菲士蘭」。作為荷蘭（之後的北荷蘭省）內的一個地區，西菲士蘭人（依然）有強烈的身分認知。
從16世紀至1795年，「荷蘭」是荷蘭共和國最富裕也最重要的省份。作為最富裕且最有權力的省份，「荷蘭」控制了共和國。這段期間，有時會有「北區」（Noorderkwartier）和「南區」（Zuiderkwartier）之分，大約是現今的北荷蘭與南荷蘭省。

### 新省份的出現（1795－1840）
今日的北荷蘭省源自於1795年至1813年的法國統治時期。這段期間是荷蘭省分系統非常混亂的時期。1795年，巴達維亞共和國成立，舊有的省分被廢止。1798年4月23日所頒布的憲法徹底改變舊有的分界。共和國分為八個人口相近的省（Departement）。其中，「荷蘭」分成特塞爾（Texel）、阿姆斯特爾（Amstel）、代爾夫（Delf）、須爾德與馬斯（Schelde en Maas）和萊因（Rijn）五省。前三省在舊荷蘭境內，後兩者還包含其他省的部分地區。1801年，在原來的「荷蘭」地區成立荷蘭省。這次的改制雖然短暫，但也出現了分離「荷蘭」減少權力的想法。
1807年，「荷蘭」再度改制。這次分為「阿姆斯特蘭」（Amstelland，相當於現今的北荷蘭省）與「馬斯蘭」（Maasland，相當於現今的南荷蘭省）兩省。這次的改制依然沒有維持很久。1810年，全荷蘭併入法蘭西帝國。阿姆斯特爾蘭和烏特勒支合併為須德海省（Zuiderzee），馬斯蘭重新命名為馬斯河口（Monden van de Maas）。
1813年，法國戰敗。1814年憲法頒布，國家由省和地區（Landschappen）所組成。須德海省和馬斯河口重新合併為「荷蘭省」。憲法委員會中，有人表示，為了尊重當地人民的情感，應重新採用「荷蘭與西菲士蘭」的名稱，但遭到否決。
然而，先前的分割沒有完全撤銷。荷蘭省在1814年重新成立時，設立了兩個執政單位，一個是先前的阿姆斯特爾蘭（現今的北荷蘭省），另一個是馬斯蘭（現今的南荷蘭省）。即使兩地區合併，有時兩個地區依然被認為是不同的，分離的想法也依然存在。

### 1840年至今
在哈勒默梅爾在1855年開始乾河成為陸地後，也成為北荷蘭省的一部分，在1864年南荷蘭省接收大型市镇：Leimuiden。
1942年弗利蘭島以及泰爾斯海靈島被劃為菲士蘭省。
1950年當時仍是個島嶼的於爾克被劃為上塞瑟爾省。
2011年二月該省、烏特勒支省以及夫利佛蘭省開始有合併的呼聲，這個合併案被荷蘭內閣大力推動，在此聯盟下的協議有議將新的省份命名為蘭斯台德，南荷蘭省的蘭斯台德地區則希望在此重新劃分案中也加入這個新的省份，這些支持省份重劃的民意也大多希望這些地區合併為一個省份，不論南荷蘭省蘭斯台德是否加入這個新的省份，無庸置疑的成為荷蘭人口規模最大的省份。

## 市镇
| A - 阿尔斯梅尔Aalsmeer - 阿尔克马尔Alkmaar - 阿姆斯特尔芬Amstelveen - 阿姆斯特丹Amsterdam - 安娜保罗娜Anna Paulowna B - 贝姆斯特Beemster - 贝亨Bergen - 贝弗韦克Beverwijk - 布拉里克姆Blaricum - 布卢门达尔Bloemendaal - 比瑟姆Bussum C - 卡斯特里克姆Castricum D - 登海尔德Den Helder - 迪门Diemen | D - 德雷赫特兰Drechterland E - 埃丹-福伦丹Edam-Volendam - 恩克赫伊曾Enkhuizen H - 哈勒姆Haarlem - 哈勒默利德和斯帕伦沃德Haarlemmerliede en Spaarnwoude - 哈勒默梅尔Haarlemmermeer - 海姆斯凯尔克Heemskerk - 海姆斯泰德Heemstede - 海尔许霍瓦德Heerhugowaard - 海洛Heiloo - 希尔弗瑟姆Hilversum - 霍伦Hoorn - 赫伊曾Huizen | K - 科亨兰Koggenland L - 兰茨梅尔Landsmeer - 朗厄代克Langedijk - 拉伦Laren M - 梅登布利克Medemblik - 默伊登Muiden O - 奥斯特赞Oostzaan - 奥普梅尔Opmeer - 旧阿姆斯特尔Ouder-Amstel P - 皮尔默伦德Purmerend S - 斯哈亨Schagen - 斯泰德布鲁克Stede Broec | T - 泰瑟尔Texel U - 厄伊特海斯特Uitgeest - 厄伊特霍伦Uithoorn V - 费尔森Velsen W - 瓦特兰Waterland - 韦斯普Weesp - 维灵恩Wieringen - 维灵厄梅尔Wieringermeer - 韦德梅伦Wijdemeren - 沃尔默兰Wormerland Z - 赞斯塔德Zaanstad - 赞德福特Zandvoort |

## 區域
北荷蘭省因為歷史等因素擁有多區域界定，有些區域甚至非官方認可、不明確有些甚至相互重疊，其他經過官方認可區域團體的部分均是人為操作，藉以創造出多元的行政目標，這些區域的界定為必都是市镇。
以下是官方和非官方的區域列表：
- 阿姆斯特蘭 (Amstelland，阿姆斯特爾河流域)
- 博伦斯特雷克 (Bollenstreek，包含南荷蘭省的部分地區)
- 霍伊 (荷蘭語："Het Gooi"或"'t Gooi")
- 艾蒙德 (荷蘭語：IJmond，mond意思是「山」)
- 肯内默兰（Kennemerland）
- 诺德夸蒂尔 (Noorderkwartier，意指北区)
- 诺德弗勒赫尔 (Noordvleugel，意指北方的翅膀)
- 蘭斯台德
- 泰瑟爾
- 费赫茨特雷克 (Vechtstreek)
- 瓦特蘭 (現指瓦特蘭市镇)
- 西菲士蘭
- 贊斯特雷克 (Zaanstreek，意指贊地區)